# Segelfluggelände Leuzendorf

i7
i11
i13
Das Segelfluggelände Leuzendorf liegt im Ortsteil Leuzendorf der Stadt Schrozberg im Landkreis Schwäbisch Hall in Baden-Württemberg, etwa 7,5 km südwestlich von Rothenburg ob der Tauber und 1,3 km nordwestlich von Leuzendorf.

## Flugbetrieb
Das Segelfluggelände ist mit einer 820 m langen und 30 m breiten Start- und Landebahn aus Gras (Richtung 08/26) ausgestattet. Es besitzt eine Betriebszulassung für Segelflugzeuge, Motorsegler, Luftsportgeräte, Freiballone und Luftfahrzeuge, soweit diese bestimmungsgemäß zum Schleppen von Segelflugzeugen, Motorseglern oder Hängegleitern oder zum Absetzen von Fallschirmspringern dienen. Als Startarten sind Eigenstart, Flugzeugschleppstart und Windenstart zugelassen. Der Halter und Betreiber des Segelfluggeländes ist die Hohenloher Luftsportgruppe Gerabronn e. V.

## Geschichte
Die Hohenloher Luftsportgruppe Gerabronn e. V. wurde 1951 gegründet. Der Verein nutzte zunächst ein Gelände auf einer Anhöhe zwischen Gerabronn und Michelbach an der Heide. Von 1962 bis 1978 erlaubte der Heeresflugplatz Niederstetten die Mitnutzung durch den Verein. Das Segelfluggelände Leuzendorf wurde 1980 in Betrieb genommen.